# 3月9日
3月9日（さんがつここのか）はグレゴリオ暦で年始から68日目（閏年では69日目）にあたり、年末まであと297日ある。

## できごと

ナポレオン・ボナパルトとジョゼフィーヌ・ド・ボアルネの結婚(1796)。画像はジョセフィーヌの戴冠式。

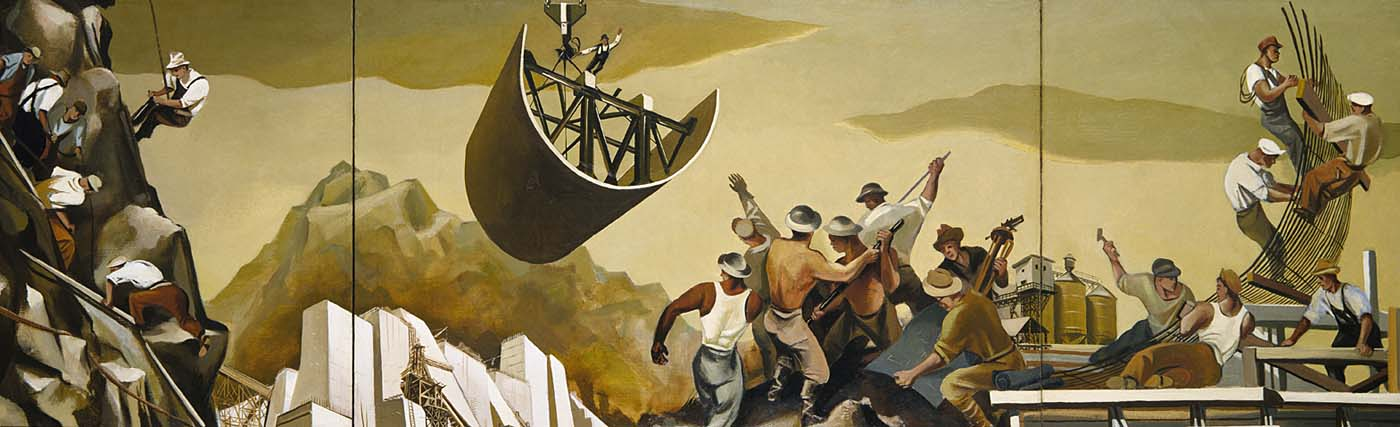
ニューディール政策基本15法が成立(1933)。

- 紀元前141年 - 武帝が前漢の第7代皇帝に即位。
- 712年（和銅5年1月28日） - 古事記が完成し、元明天皇に献上される。
- 1009年 - クヴェードリンブルク年代記（英語版）にリトアニアについての最も古い記録。
- 1276年 - アウクスブルクが帝国自由都市になる。
- 1617年（ユリウス暦2月27日） - ロシア・ツァーリ国とスウェーデン王国がストルボヴァの和約を締結。
- 1776年 - アダム・スミスが『国富論』の初版を刊行する[1]。
- 1796年 - ナポレオン・ボナパルトがジョゼフィーヌ・ド・ボアルネと結婚する。
- 1841年 - アミスタッド号事件: 合衆国最高裁判所が、アフリカから連れて来られアミスタッド号で反乱を起こしたアフリカ人たちは法的には奴隷ではなく自由の身であると認める。
- 1842年 - ミラノ・スカラ座でヴェルディの歌劇『ナブッコ』が初演される。
- 1862年 -  南北戦争:ハンプトン・ローズ海戦。南軍のバージニアと北軍のモニターが世界初の装甲艦同士による海戦を行う。
- 1864年 -  南北戦争:エイブラハム・リンカーン大統領がユリシーズ・グラント将軍を北軍最高司令官に任命。
- 1866年（慶応2年1月23日） - 寺田屋事件。寺田屋に止宿していた坂本龍馬と三吉慎蔵が、伏見奉行の林肥後守忠交の捕り方の襲撃を受ける[2]。
- 1872年（明治5年2月1日） - 壬申戸籍が完成。
- 1888年 - ドイツ皇帝ヴィルヘルム1世が死去し、フリードリヒ3世が即位。
- 1894年 - 日本初の記念切手・明治天皇銀婚記念切手が発行される。
- 1899年 - 日本で商法公布。
- 1908年 - インテルナツィオナーレ・ミラノ設立[3]。
- 1910年 - 福博電気軌道が、大学前停留場〜黒門橋停留場間、呉服町停留場〜博多停車場前停留場間を開業。1979年2月11日に廃止。
- 1916年 - 第一次世界大戦: 第五次イゾンツォの戦い
- 1918年 - ロシア・ソビエト連邦社会主義共和国が首都をペトログラードから200年ぶりにモスクワに遷都。
- 1933年 - フランクリン・ルーズベルト米大統領が世界恐慌対策のための特別議会を招集。ニューディール政策の基本15法が成立。
- 1934年 - 衆議院議員で鐘淵紡績前社長の武藤山治が失業者により銃撃される。翌日死亡。
- 1936年 - 日本で廣田弘毅が第32代内閣総理大臣に就任し、廣田内閣が発足。
- 1942年 - 第二次世界大戦・太平洋戦争・蘭印作戦: オランダ領東インドのオランダ軍が日本軍に降伏。
- 1945年 - 第二次世界大戦・太平洋戦争 明号作戦: フランス領インドシナに駐留していた日本軍がフランス軍を攻撃。
- 1946年 - バーンデン・パークの惨事: イギリス・ボルトンのサッカー場で試合中に群衆事故が発生し33人が死亡。
- 1947年 - 日本の新聞が一斉にタブロイド判化。教科書用紙を捻出するための措置[4]。
- 1954年 - マッカーシズムを終焉させる皮切りとなったエドワード・R・マローのテレビ番組が放送される。
- 1958年 - 関門トンネルが開通。
- 1959年 - 社会党訪中使節団長の浅沼稲次郎が「アメリカ帝国主義は日中人民共同の敵」と発言し問題化。
- 1959年 - アメリカでバービー人形の発売開始[5]。
- 1961年 - 福岡県香春町の上清炭鉱で坑内火災。当時、炭鉱事故で戦後最大となる死者数71人[6]。
- 1967年 - トランス・ワールド航空553便空中衝突事故。
- 1968年 - 富山県神通川流域のイタイイタイ病の患者・遺族が原因企業の三井金属鉱業に損害賠償を提訴。
- 1974年 - 志村けんが、ザ・ドリフターズの正式メンバーとなる。
- 1977年 - アメリカ、ワシントンD.C.の市役所、ユダヤ人共済組合本部ビル、回教徒センタービルの三ヶ所が襲撃を受け、一時は市長を含めた100人以上が人質となる事件が発生。2人が死亡し、11人以上が負傷した[7]。
- 1984年 - 大阪空港騒音公害訴訟で大阪地裁の和解案を国側が受諾。国が初めて騒音公害の責任を認める。
- 1984年 - 同年2月13日以降消息を絶った植村直己の捜索が、生存の見込みなしとしてこの日で打ち切られる。
- 1991年 - 西新宿新都心にて新東京都庁舎の落成式が執り行われる。同年4月1日より業務移転。
- 1995年 - 日米韓3国が朝鮮半島エネルギー開発機構 (KEDO) 設立協定に調印。
- 1997年 - モンゴルからシベリアにかけて皆既日食が見られた。日本では部分日食。
- 2004年 - 三越事件: 世界的贋作詐欺師イライ・サカイがFBIに逮捕される。イライ・サカイは1982年8月に日本橋三越で開催された「古代ペルシア秘宝展」で展示・販売された大量の贋作を、三越に売却した人物。
- 2006年 - 戦後初の国産戦闘機であるF-1がこの日をもって全機退役。
- 2011年 - 宮城県北部を中心とするM7.3震度5弱の三陸沖地震が11時45分頃に発生[8]。東北地方太平洋沖地震の前震とみられる。
- 2011年 - スペースシャトル・ディスカバリーが最後のミッションSTS-133を終え、地球に帰還[9]。
- 2016年 - 2016年3月9日の日食: 日食がインドネシアを中心に見られた[10]。
- 2023年 - ジョージアで、国外から20％以上の資金提供を受けている団体に登録を義務付け、未登録の団体には多額の罰金を科す法案が撤回される[11]。同法案については、可決された3月7日以降、反対派の激しいデモが行われていた[12]。

## 誕生日

### 人物

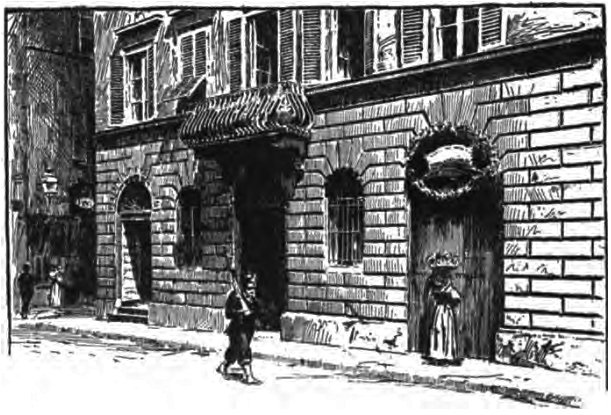
探検家アメリゴ・ヴェスプッチ(1454-1512)誕生。アメリカ大陸の名は彼に因む。画像は小村Montefioralleの生家。

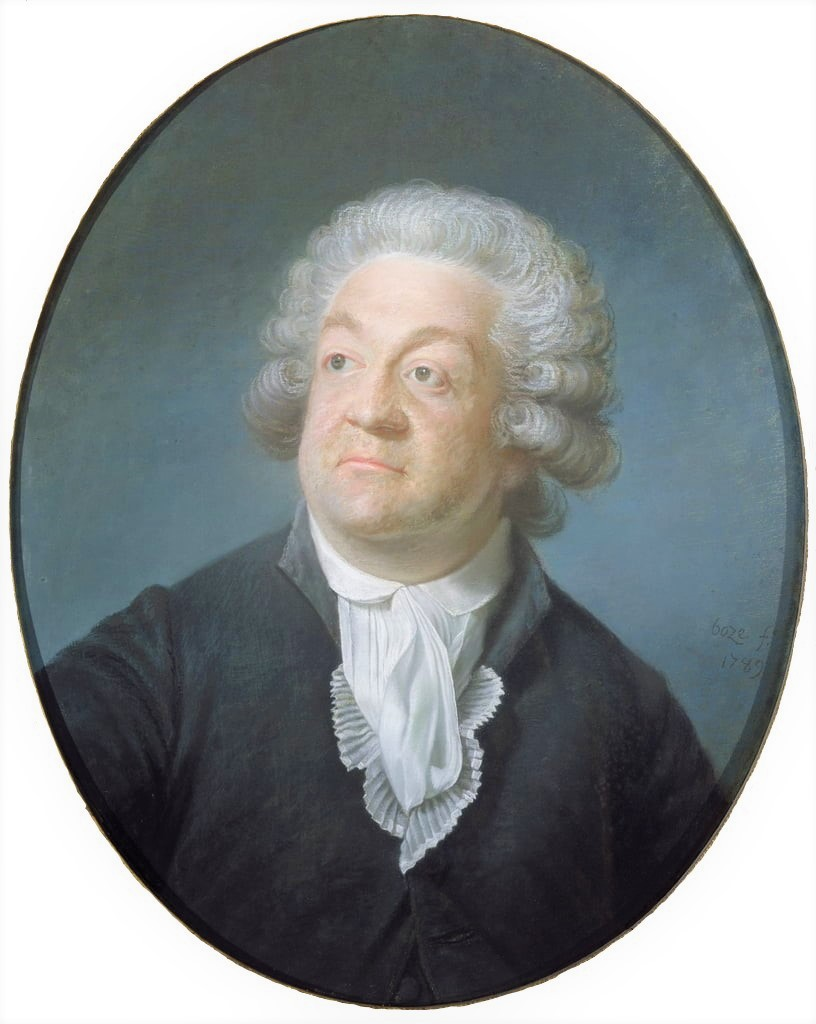
フランス革命初期の指導者、「政略のミラボー」ことオノーレ・ミラボー(1749-1791)誕生。

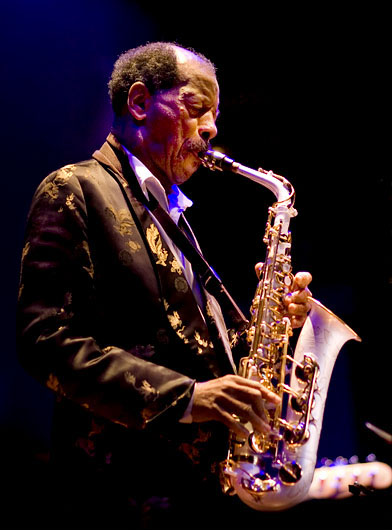
フリージャズの立役者、オーネット・コールマン(1930-2015)誕生。

- 1285年（弘安8年2月2日） - 後二条天皇、第94代天皇（+ 1308年）
- 1454年 - アメリゴ・ヴェスプッチ、探検家（+ 1512年）
- 1564年 - ダーヴィト・ファブリツィウス、天文学者（+ 1617年）
- 1737年 - ヨゼフ・ミスリヴェチェク、作曲家（+ 1781年）
- 1749年 - オノーレ・ミラボー、フランス革命指導者（+ 1791年）
- 1758年 - フランツ・ヨーゼフ・ガル、解剖学者、骨相学の創設者（+ 1828年）
- 1814年 - タラス・シェフチェンコ、詩人、画家（+ 1861年）
- 1846年 - エミール・ワールブルク、物理学者（+ 1931年）
- 1850年 - アレクサンドル・ルイジーニ、作曲家、ヴァイオリニスト（+ 1906年）
- 1851年 - フィリップ・ジェイムズ・ハミルトン・グリァスン、法律家、人類学者（+ 1927年）
- 1854年 - リヒャルト・ヘンリオン、作曲家、軍楽隊長（+ 1940年）
- 1859年 - ペーター・アルテンベルク、作家（+ 1919年）
- 1860年 - 市島謙吉、政治家（+ 1944年）
- 1860年 - 鈴木華邨、日本画家（+ 1919年）
- 1862年 - ムィコーラ・プィモネーンコ、画家（+ 1912年）
- 1862年 - 山口鋭之助、物理学者、官僚。理学博士（+ 1945年）
- 1864年 - 中島徳蔵、教育者（+ 1940年）
- 1864年 - 有馬四郎助、刑務官、社会事業家（+ 1934年）
- 1865年 - 持明院基哲、歌人、政治家、華族（+ 1925年）
- 1865年 - 江頭安太郎、海軍軍人（+ 1913年）
- 1866年 - 秋山雅之介、官僚、法政大学学長（+ 1937年）
- 1868年 - 中野直枝、軍人（+ 1960年）
- 1868年 - 真渓涙骨、宗教思想家、ジャーナリスト（+ 1956年）
- 1872年 - 篠原温亭、俳人、小説家（+ 1926年）
- 1873年 - 幸田成友、歴史学者（+ 1954年）
- 1874年 - 梨本宮守正王、皇族、軍人（+ 1951年）
- 1875年 - イブリン・シアーズ、テニス選手（+ 1966年）
- 1877年 - エミール・アブデルハルデン、生化学者、生理学者（+ 1950年）
- 1877年 - 小山満雄、陸軍軍人（+ 1936年）
- 1879年 - コンスタンチン・コルニーロフ、心理学者（+ 1957年）
- 1881年 - 田中芳雄、応用化学者（+ 1966年）
- 1881年 - アーネスト・ベヴィン、政治家（+ 1951年）
- 1882年 - 素木得一、昆虫学者（+ 1970年）
- 1883年 - ヴァルター・フォルストマン、軍人（+ 1973年）
- 1886年 - 川島理一郎、洋画家（+ 1971年）
- 1886年 - 秋山安三郎、演劇評論家、随筆家（+ 1975年）
- 1886年 - ウェルナー・ケンプフ、軍人、装甲兵大将（+ 1964年）
- 1886年 - ロバート・アイケルバーガー、陸軍軍人（+ 1961年）
- 1886年 - 澤村宗之助、歌舞伎役者（+ 1924年）
- 1887年 - 金子堅次郎、実業家（+ 1974年）
- 1888年 - 梅原龍三郎、洋画家（+ 1986年）
- 1888年 - 新居格、評論家、翻訳家（+ 1951年）
- 1888年 - 小出朋治、牧師（+ 1945年）
- 1888年 - 呉鉄城、政治家、軍人（+ 1953年）
- 1890年 - ヴャチェスラフ・モロトフ、政治家（+ 1986年）
- 1890年 - 林田熊一、実業家（+ 1959年）
- 1890年 - 山内盛彬、音楽学者、音楽家（+ 1986年）
- 1890年 - 香翰屏、軍人（+ 1978年）
- 1890年 - 呂超、軍人（+ 1951年）
- 1891年 - ホセ・ラウレル、政治家、第3代フィリピン大統領（+ 1959年）
- 1891年 - アレクサンドル・ゴルバトフ、軍人（+ 1973年）
- 1891年 - 劉升烈、軍人（+ 1968年）
- 1892年 - ヴィタ・サックヴィル＝ウェスト、小説家、詩人、造園家（+ 1962年）
- 1892年 - 高瀬荘太郎、政治家（+ 1966年）
- 1892年 - 高橋克己、農学博士（+ 1925年）
- 1892年 - デイヴィッド・ガーネット、作家（+ 1981年）
- 1892年 - フランシス・ペガァマガボウ、軍人（+ 1952年）
- 1892年 - 馬鴻逵、回族の軍閥、馬家軍の長の一人（+ 1970年）
- 1893年 - ハンス・ミュンヒ、指揮者（+ 1983年）
- 1893年 - 鷹部屋福平、工学者、アイヌ文化研究者（+ 1975年）
- 1893年 - ビリー・サウスワース、プロ野球選手（+ 1969年）
- 1893年 - レフティ・ウィリアムズ、プロ野球選手（+ 1959年）
- 1893年 - ローランド・ヤコビ、卓球選手（+ 1951年）
- 1894年 - 中西敏憲、政治家（+ 1982年）
- 1895年 - 若葉山鐘、元大相撲力士（+ 1958年）
- 1895年 - 福島繁太郎、画商、美術評論家（+ 1960年）
- 1896年 - 笹山忠夫、実業家（+ 1974年）
- 1896年 - アラン・スプロール、銀行家（+ 1978年）
- 1896年 - 山本不二男、乗車券蒐集家（+ 1982年）
- 1897年 - ヴァルター・トロッペンツ、作家、戯曲家、ジャーナリスト（+ 1974年）
- 1898年 - 安西冬衛、詩人（+ 1965年）
- 1898年 - 柳妻麗三郎、俳優、芸人、奇術師、照明技師（+ 1988年）

- 1898年 - オスカル・ダウブマン、詐欺師（+ 1954年）
- 1900年 - ハワード・エイケン、物理学者（+ 1973年）
- 1900年 - ローレン・L・ライダー、レコーディング・エンジニア（+ 1985年）
- 1900年 - トミスラヴ2世、第4代アオスタ公爵、クロアチア独立国国王（+ 1948年）
- 1900年 - 常陸岩英太郎、大相撲力士（+ 1957年）
- 1902年 - 大塚末子、ファッションデザイナー（+ 1998年）
- 1902年 - 東野辺薫、作家（+ 1962年）
- 1902年 - ルートヴィヒ・ラントグレーベ、現象学者、哲学教授（+ 1991年）
- 1902年 - エドワード・ダレル・ストーン、建築家（+ 1978年）
- 1902年 - ウィル・ギア、俳優（+ 1978年）
- 1902年 - 倉野憲司、日本文学者（+ 1991年）
- 1902年 - ルイス・バラガン、建築家、都市計画家（+ 1988年）
- 1902年 - ロバート・セント・ジョン、ジャーナリスト（+ 2003年）
- 1904年 - 三浦義男、官僚、政治家、元山形県知事、衆議院法制局長（+ 1999年）
- 1906年 - 鵜飼信成、法学者（+ 1987年）
- 1906年 - 曾我正史、映画プロデューサー、実業家、映画監督、脚本家（+ 1987年）
- 1907年 - 荒舩清十郎、政治家（+ 1980年）
- 1907年 - ミルチャ・エリアーデ、宗教学者、作家（+ 1986年）
- 1907年 - 大岡博、歌人（+ 1981年）
- 1907年 - 鈴木健郎、フランス文学者、翻訳家（+ 1963年）
- 1908年 - フランチェスコ・カムッソ、自転車競技（ロードレース）選手（+ 1995年）
- 1908年 - 松田文雄、洋画家（+ 1971年）
- 1909年 - 夏川静江、女優（+ 1999年）
- 1909年 - ハーシェル・エヴァンス、テナー・サックスプレイヤー（+ 1939年）
- 1909年 - ネル・ホール・ホップマン、テニス選手（+ 1968年）
- 1909年 - オバフェミ・アウォロウォ、政治指導者（+ 1987年）
- 1909年 - 丁声樹、言語学者（+ 1989年）
- 1910年 - サミュエル・バーバー、作曲家（+ 1981年）
- 1911年 - 加納秀夫、英文学者（+ 2003年）
- 1911年 - ローベルト・オレイニク、軍人（+ 1988年）
- 1911年 - 佐和隆研、美術史家、仏教学者、真言宗僧侶（+ 1983年）
- 1911年 - ジョン・ラウンズベリー、アニメーター（ナイン・オールドメン）（+ 1976年）
- 1911年 - クララ・ロックモア、テルミン奏者（+ 1998年）
- 1912年 - クロドヴェオ・タシナリ、カトリック神父、サレジオ会士（+ 2012年）
- 1914年 - 徳野大空、書道家（+ 1974年）
- 1914年 - 望月達夫、登山家、和光証券副社長、日本山岳会名誉会員（+ 2002年）
- 1914年 - 那須宗一、社会学者（+ 1990年）
- 1914年 - アレクサンドル・フェクリソフ、職業的諜報員（+ 2007年）
- 1915年 - ジョニー・ジョンソン、軍人（+ 2001年）
- 1916年 - 中川三郎、洋舞家（+ 2003年）
- 1918年 - ミッキー・スピレイン、小説家（+ 2006年）
- 1918年 - 湯川宏、政治家（+ 1986年）
- 1919年 - 金高清吉、将棋棋士（+ 1960年）
- 1919年 - 福尾武彦、社会教育学者（+ 2009年）
- 1920年 - ジャン・ジャンセン、画家（+ 2013年）
- 1921年 - 古家武夫、プロ野球選手（+ 2014年）
- 1921年 - カール・ベッツ、俳優（+ 1978年）
- 1921年 - 木村庄助、作家（+ 1943年）
- 1922年 - 松葉昇、プロ野球選手（+ 1995年）
- 1922年 - 前田純敬、小説家（+ 2004年）
- 1922年 - 市原昌三郎、法学者（+ 2010年）
- 1922年 - ジョージ・ケイシー、軍人（+ 1970年）
- 1922年 - ハーブ・ダグラス、元陸上競技選手（+ 2023年）
- 1923年 - 原條あき子、詩人（+ 2003年）
- 1923年 - アンドレ・クレージュ、ファッションデザイナー（+ 2016年）
- 1923年 - ユースタス・マリンズ、政治評論家（+ 2010年）
- 1923年 - ウォルター・コーン、物理学者（+ 2016年）
- 1923年 - ニコラ・ザッカリア、バス歌手（+ 2007年）
- 1924年 - ウィリアム・ハミルトン、神学者（+ 2012年）
- 1925年 - 中川一郎、政治家（+ 1983年）
- 1925年 - 蜷川譲、フランス文学者、比較文学者、ロマン・ロラン研究家（+ 2014年）
- 1925年 - ジャック・スマイト、映画監督（+ 2003年）
- 1925年 - ウィリアム・ミラー、政治家、実業家（+ 2006年）
- 1926年 - ジャック・スマイト、映画監督（+ 2003年）
- 1926年 - 松尾敏男、日本画家（+ 2016年）
- 1926年 - ニール・アームストロング、アメリカンフットボール選手、コーチ（+ 2016年）
- 1926年 - 塚田茂、演出家、放送作家、構成作家、作詞家、タレント（+ 2008年）
- 1927年 - 上田耕一郎、政治家（+ 2008年）
- 1927年 - 益田清、俳人（+ 2017年）
- 1927年 - 小林昭三、法学者（+ 2020年）
- 1927年 - ジョージ・トロフィモフ、軍人（+ 2014年）
- 1927年 - ジャッキー・ジェンセン、プロ野球選手（+ 1982年）
- 1928年 - 土方巽、舞踏家（+ 1986年）
- 1928年 - ジェラルド・ブル、科学者（+ 1990年）
- 1928年 - 高木二朗、俳優
- 1928年 - 片方善治、電気技術者、電気通信学者、システム工学者、文筆家
- 1929年 - ロイ・ジェームス、俳優、タレント（+ 1982年）
- 1929年 - 田辺哲夫、政治家（+ 1995年）
- 1929年 - 李恒、植物学者
- 1929年 - ジルル・ラーマン、政治家（+ 2013年）
- 1930年 - オーネット・コールマン、ジャズミュージシャン（+ 2015年）
- 1930年 - ラリー・レインズ、元プロ野球選手（+ 1978年）
- 1930年 - 濱尾文郎、枢機卿（+ 2007年）
- 1930年 - トーマス・シッパーズ、指揮者（+ 1977年）
- 1930年 - 厚木淳、翻訳家、編集者（+ 2003年）
- 1931年 - 篠田正浩、映画監督（+ 2025年）
- 1931年 - カラン・シング、政治家、外交官、学者
- 1931年 - 樋口幸男、美術監督（+ 1992年）
- 1931年 - 吉丸慶雪、武術家、武術理論研究家（+ 2014年）
- 1931年 - ロヘリオ・ドミンゲス、サッカー選手、指導者（+ 2004年）
- 1931年 - 今井和也、広告宣伝プロデューサー（+ 2019年）
- 1932年 - 袖井林二郎、国際政治学者、評論家（+ 2025年）
- 1933年 - ロイド・プライス、歌手（+ 2021年）
- 1933年 - 岩崎哲郎、元プロ野球選手（+ 2000年）
- 1933年 - ウィリアム・フランシス・マクベス、作曲家、指揮者（+ 2012年）
- 1933年 - 坂下昇、経済学者（+ 2003年）
- 1934年 - ユーリ・ガガーリン、宇宙飛行士（+ 1968年）
- 1934年 - 脇田晴子、歴史学者（+ 2016年）
- 1934年 - ジョイス・ヴァン・パタン、女優
- 1934年 - 別府輝彦、微生物学者
- 1934年 - 石川佐智子、教育評論家、政治運動家、右翼
- 1935年 - 仲村秀生、声優、ナレーター（+ 2014年）
- 1935年 - アンドリュー・ビタビ、電気工学者、実業家
- 1935年 - アンゲリカ・カウフマン、絵本作家、イラストレーター
- 1935年 - 鈴木泰明、俳優、声優、ナレーター
- 1935年 - 小沢寿美恵、女優
- 1935年 - 岡村春彦、俳優（+ 2020年）
- 1936年 - ヴィッテキント・ツー・ヴァルデック＝ピルモント、旧諸侯ヴァルデック＝ピルモント家の家長（+ 2024年）
- 1936年 - 庄山悦彦、実業家（+ 2020年）
- 1937年 - 池田克也、政治家
- 1937年 - 斎藤篤美、牧師（+ 2012年）
- 1937年 - ブライアン・レッドマン、元レーシングドライバー
- 1937年 - キラー・トーア・カマタ、プロレスラー（+ 2007年）
- 1938年 - 應蘭芳、女優、歌手
- 1938年 - ボビー・ワルデン、元アメリカンフットボール選手（+ 2018年）
- 1939年 - 大方斐紗子、女優
- 1939年 - バトゥイル・オヴェゾフ、政治家（+ 2007年）
- 1939年 - 松園万亀雄、人類学者
- 1940年 - ラウル・ジュリア、俳優（+ 1994年）
- 1940年 - 羽田節子、翻訳家、動物学者
- 1941年 - 芝山努、アニメ監督
- 1941年 - 安藤忠恕、政治家、第16代宮崎県知事（+ 2010年）
- 1941年 - 中島尚正、工学者
- 1941年 - 麻生建、ドイツ哲学者（+ 2008年）
- 1942年 - バート・キャンパネリス、元プロ野球選手
- 1942年 - ジョン・ケイル、ミュージシャン（ヴェルヴェット・アンダーグラウンド）
- 1943年 - 中田博久、俳優
- 1943年 - ジェフ・ラスキン、コンピュータ技術者（+ 2005年）
- 1943年 - ボビー・フィッシャー、チェスプレーヤー（+ 2008年）
- 1943年 - スティーヴン・スティッチ、哲学者、認知科学者
- 1944年 - 朴道春、政治家（+ 2022年）
- 1944年 - 柴山光由、元アナウンサー
- 1944年 - エド・アコスタ、元プロ野球選手
- 1945年 - 前の山太郎、元大相撲力士（+ 2021年）
- 1945年 - ロビン・トロワー、ギタリスト（元プロコル・ハルム）
- 1945年 - トリッシュ・ヴァン・ディヴァー、女優、モデル
- 1946年 - ベルント・ヘルツェンバイン、元サッカー選手、指導者（+ 2024年）
- 1947年 - 柏瀬宏隆、精神科医
- 1948年 - 来生えつこ、作詞家
- 1948年 - 辛島文雄、ジャズピアニスト（+ 2017年）
- 1948年 - 福永達夫、元ボートレーサー
- 1948年 - 久保千春、内科医、心身医学者
- 1948年 - 野地澄晴、理学博士
- 1948年 - 桒山賀行、彫刻家
- 1949年 - 藤野貞義、音響監督
- 1949年 - 中野雅晴、レーサー（+ 1973年）
- 1949年 - カレヴィ・アホ、作曲家
- 1949年 - 春日偉知郎、法学者
- 1950年 - ダグ・オルト、元プロ野球選手（+ 2004年）
- 1950年 - ハワード・シェリー、ピアニスト、指揮者
- 1950年 - 駒沢裕城、ギタリスト
- 1950年 - 今野ひろみ、女優
- 1950年 - 飯野矢住代、モデル、タレント、女優（+ 1971年）
- 1950年 - 沼田幹男、外交官
- 1950年 - 鈴木陽二、水泳指導者
- 1950年 - ダニー・サリバン、元レースドライバー
- 1951年 - ザキール・フセイン、ミュージシャン（+ 2024年）
- 1951年 - 村田春樹、政治活動家
- 1951年 - ゲルハルト・ウルリヒ、ルター派神学者、牧師
- 1952年 - 松元理人、アニメーションプロデューサー
- 1952年 - 金文京、中国文学研究者
- 1953年 - 麒麟児和春、元大相撲力士（+ 2021年）
- 1953年 - 加藤きよみ、元バレーボール選手
- 1953年 - 松崎菊也、戯作者
- 1953年 - 平安寿子、作家
- 1953年 - 河野満男、柔道家
- 1954年 - カルロス・ゴーン、実業家
- 1954年 - 櫻井寛、フォトジャーナリスト
- 1955年 - 三神泉、技術者、工学博士
- 1955年 - ピース、漫才師（ゆーとぴあ）
- 1955年 - 横山樹理、元バレーボール選手、指導者
- 1955年 - 原田昌樹、映画監督（+ 2008年）
- 1955年 - フランコ・ウンチーニ、オートバイレーサー
- 1955年 - オルネラ・ムーティ、女優
- 1955年 - テオ・ファビ、レーシングドライバー
- 1956年 - 紅野謙介、日本近代文学研究者
- 1956年 - シャシ・タルール、作家、国連職員
- 1956年 - 吉崎隆、元TBSプロデューサー（+ 2024年）
- 1956年 - クリストフ・ポッペン、指揮者、ヴァイオリン奏者
- 1957年 - ポール・ザカリー・マイヤーズ、生物学者
- 1957年 - モナ・サーリン、政治家、社会民主労働党の党首
- 1957年 - マーク・マンシーナ、音楽家
- 1957年 - クリス・ルイス、元プロテニス選手
- 1957年 - ルルデス・グリエル、野球選手、指導者
- 1957年 - 岡崎二郎、漫画家
- 1958年 - 未唯mie、歌手（ピンク・レディー）
- 1958年 - 小倉淳、アナウンサー、タレント
- 1958年 - リンダ・フィオレンティーノ、女優
- 1958年 - ブライアン・バターフィールド、元プロ野球選手
- 1959年 - ACE、ミュージシャン（元聖飢魔II）
- 1959年 - 梶田隆章、物理学者、天文学者
- 1959年 - トム・アマンデス、俳優
- 1959年 - 水原洋、ギター製作家
- 1959年 - ニキタ・コロフ、元プロレスラー
- 1960年 - 青山吉伸、元弁護士、元オウム真理教幹部
- 1960年 - 大村秀章、政治家、愛知県知事、元衆議院議員
- 1960年 - 斉藤祐子、タレント、声優
- 1960年 - ブラボー小松、ギタリスト、声優、プロデューサー
- 1960年 - 大須賀裕子、女優
- 1960年 - ダニヤル・ウセノフ、政治家
- 1960年 - ティエリ・ビネロン、陸上競技選手
- 1960年 - フィン・カーター、女優
- 1961年 - リック・スタイナー、プロレスラー
- 1961年 - マーク・スミス、モータースポーツエンジニア
- 1961年 - 寿未智徳、俳優
- 1961年 - 玉井克哉、法学者
- 1962年 - 木梨憲武、タレント（とんねるず）
- 1962年 - 来留間慎一、漫画家
- 1962年 - 王欣太、漫画家
- 1962年 - 中野和也、スポーツライター
- 1962年 - 加藤大幸、ディレクター
- 1962年 - 吉野千代乃、歌手
- 1962年 - 八神康子、女優
- 1962年 - リチャード・クエスト、ジャーナリスト
- 1962年 - 櫻井伸一、高分子学者
- 1962年 - 浦田春生、陸上競技選手
- 1962年 - ACE 、ミュージシャン
- 1963年 - 木原龍太郎、ミュージシャン（元ブルー・トニック、ORIGINAL LOVE）
- 1963年 - 麻宮騎亜、アニメーター、漫画家
- 1963年 - ジャン＝マルク・ヴァレ、映画監督
- 1963年 - マウリシオ・ステッカ、プロボクサー
- 1963年 - 美加マドカ、元ストリッパー
- 1963年 - アイヴァー・マウントバッテン、エリザベス2世のいとこ
- 1964年 - ジュリエット・ビノシュ、女優
- 1964年 - 北原光騎、プロレスラー
- 1964年 - ヴァレリー・ルメルシェ、女優、映画監督
- 1964年 - 田上正勝、実業家
- 1964年 - 新実智光、元オウム真理教幹部、元死刑囚（+ 2018年）
- 1965年 - ベニート・サンティアゴ、元プロ野球選手
- 1965年 - 大城一郎、政治家
- 1965年 - アントニオ・サカ、政治家
- 1965年 - 中澤やよい、声優
- 1965年 - 戸井克成、プロレスラー
- 1965年 - 木村盛世、医師、元厚生労働省医系技官、ノンフィクション作家
- 1966年 - ペトル・バルナ、フィギュアスケート選手
- 1966年 - 立原ちえみ、女優
- 1966年 - サム・カレタ、ラグビーユニオン選手
- 1966年 - 高橋一晃、TBSテレビ情報制作局制作プロデューサー
- 1966年 - 妹尾ゆふ子、ファンタジー作家
- 1966年 - 封加梁、画家、美術教育家
- 1967年 - 千羽由利子、アニメーター
- 1967年 - バイソン木村、元プロレスラー
- 1967年 - 野部優美、漫画家
- 1967年 - 高山トンガ、俳優
- 1967年 - ニール・キャプラン、声優、コメディアン、司会者
- 1967年 - 山下高明、アニメーター
- 1968年 - 本多友也、俳優
- 1968年 - ユーリ・ジョルカエフ、サッカー選手
- 1968年 - 真央はじめ、AV男優
- 1968年 - ホルヘ・ラリオンダ、サッカー審判員
- 1968年 - パット・ミレティッチ、総合格闘家
- 1968年 - 内藤博敬、生物学者
- 1969年 - マクムード・アブドゥル＝ラウーフ、元プロバスケットボール選手
- 1969年 - セドリック・ニコラス＝トロイアン、映画監督
- 1969年 - 加藤幸治、経済地理学研究者
- 1969年 - フランソワ・キュセ、著述家、思想史家
- 1969年 - 古川隆弘、獣医師
- 1969年 - アンドレイ・パナディッチ、元サッカー選手
- 1970年 - マーティン・ジョンソン、元ラグビーユニオン選手
- 1970年 - 中野浩靖、演出家、俳優
- 1970年 - 本博国、元アマチュアボクシング選手
- 1971年 - ジェレル・ヴェネチアン、キックボクサー
- 1971年 - エマニエル・ルイス、俳優、歌手
- 1971年 - 渡辺航、漫画家
- 1971年 - 二瓶次郎、アイスホッケー選手
- 1972年 - 川江美奈子、シンガーソングライター
- 1972年 - 上田祥子、タレント
- 1972年 - カー・スミス、俳優
- 1972年 - 大村安孝、経営者、企業再生家、行政書士
- 1972年 - 海霞、ニュースキャスター、司会者
- 1972年 - 野呂田義一、元スキージャンプ選手
- 1972年 - 渡辺一宏、フリーアナウンサー、キャスター、ニュースデスク、ナレーター、リポーター、パーソナリティ
- 1973年 - クリストファー・ニコースキー、元プロ野球選手
- 1973年 - 西尾悦子、タレント
- 1973年 - アーロン・ブーン、元プロ野球選手
- 1973年 - クラウディア・メイソン、ファッションモデル
- 1973年 - タイガー・アリ・シン、プロレスラー
- 1973年 - ローナ・ハートナー、女優、歌手、作曲家
- 1973年 - HIRO SATO、写真家
- 1973年 - 稲野一美、パーソナリティー、レポーター、着物モデル
- 1973年 - ダニー・グリーン、プロボクサー
- 1974年 - 杉山紀彰、声優
- 1974年 - ナウベルチ・ビテンクール、バレーボール選手
- 1974年 - ユーリー・ビロノグ、陸上競技選手
- 1974年 - アルメン・ナザリャン、レスリング選手
- 1974年 - サンティアゴ・デニア・サンチェス、元サッカー選手、指導者
- 1975年 - 相田さやか、声優
- 1975年 - 中村達也、現代美術家、構成作家
- 1975年 - フアン・セバスティアン・ベロン、元サッカー選手
- 1975年 - ロイ・マカーイ、元サッカー選手
- 1975年 - 大林奈津子、フリーアナウンサー
- 1975年 - 浜野裕子、グラビアアイドル、女優（元C.C.ガールズ）
- 1975年 - アレクセイ・グルチコフ、レスリング選手
- 1975年 - マナコ朗仁、ラグビーユニオン選手
- 1975年 - 野村明弘、フリーアナウンサー、スポーツコメンテーター
- 1975年 - アドナル・フォイル、元バスケットボール選手
- 1975年 - リサ・ミスコフスキー、シンガーソングライター
- 1975年 - ロナルド・チェン、歌手
- 1976年 - 岸本尚実、フリーアナウンサー
- 1976年 - アニエル・ガルシア、陸上競技選手
- 1976年 - 谷あい、タレント
- 1976年 - 森広隆、シンガーソングライター
- 1976年 - エフゲニー・マルティノフ、フィギュアスケート選手
- 1976年 - ヴォイチェフ・スクーピエン、元スキージャンプ選手
- 1976年 - フランシスコ・マンセボ、自転車競技（ロードレース）選手
- 1977年 - ホセ・レイス、キックボクサー
- 1977年 - 三原夕香、元AV女優
- 1977年 - 陳数、女優
- 1977年 - 畑山茂雄、陸上競技選手
- 1977年 - 田畑めぐみ、キャスター
- 1977年 - アベルノ、プロレスラー
- 1977年 - 松岡理恵、元マラソン選手
- 1978年 - つぶらまひる、女優
- 1978年 - 澤井良輔、元プロ野球選手
- 1978年 - ルーカス・ニール、サッカー選手
- 1978年 - 上村亮平、小説家
- 1978年 - 児玉啓、元女優
- 1978年 - キャサリン・パーキンソン、女優
- 1978年 - ハンヌ・ライアニエミ、SF作家、ファンタジー作家
- 1979年 - 能世あんな、元女優、元モデル
- 1979年 - アキラボーイ、お笑いタレント
- 1979年 - オスカー・アイザック、俳優、歌手
- 1979年 - 川口周作、実業家
- 1979年 - メリーナ・ペレス、プロレスラー、ディーヴァ
- 1980年 - 河野真也、お笑い芸人（オクラホマ）
- 1980年 - 露鵬幸生、元大相撲力士
- 1980年 - チンギー、ラッパー
- 1980年 - 安達哲朗、俳優
- 1980年 - カノン、歌手
- 1980年 - 権五俊、元プロ野球選手
- 1980年 - 町田そのこ、小説家
- 1980年 - マシュー・グレイ・ギュブラー、元ファッションモデル、俳優、声優、映画監督
- 1980年 - 大久保哲哉、元サッカー選手
- 1980年 - 加藤アカツキ、イラストレーター
- 1980年 - 小嫻、タレント、女優
- 1980年 - マット・バーンズ、元バスケットボール選手
- 1981年 - リッキー・バレット、プロ野球選手
- 1981年 - クレイ・ラパダ、野球選手
- 1981年 - 小嶋亜由美、タレント、ラジオパーソナリティ
- 1981年 - 中村由香里、競輪選手
- 1981年 - ゴーラン・ルビル、サッカー選手
- 1982年 - 網飛鳥、俳優、モデル
- 1982年 - 山本絵美、元サッカー選手
- 1982年 - 小野寺沙希、元AV女優
- 1982年 - マルセロ・ゴメス・ソアレス、サッカー選手
- 1982年 - ライアン・ベイリー、自転車競技（トラックレース）選手
- 1982年 - アンター・ヤヒア、サッカー選手
- 1982年 - トビアス・ヒーセン、サッカー選手
- 1983年 - 鈴木千登世、タレント
- 1983年 - 川田祐、俳優
- 1983年 - 武田真理子、ファッションモデル
- 1983年 - 堀田篤、アナウンサー
- 1983年 - 加藤ひろあき、シンガーソングライター、インドネシア語翻訳家・通訳、大学講師、ミュージカル俳優
- 1983年 - 杉田廣貴、書道家、芸術家
- 1983年 - 桜沢まひる、AV女優
- 1983年 - 仲摩純平、プロバスケットボール選手
- 1983年 - 田中章仁、レスリング選手、総合格闘家
- 1983年 - 桐生卓也、元競輪選手
- 1983年 - ボビー・カンポ、俳優
- 1983年 - クリント・デンプシー、サッカー選手
- 1983年 - ロベルト・フェッラーリ、自転車競技（ロードレース）選手
- 1983年 - マルコ・シュレル、サッカー選手
- 1983年 - 李鎬鎮、元サッカー選手
- 1983年 - ダヤ・ベダノワ、元プロテニス選手
- 1983年 - ウェイン・シミエ、元バスケットボール選手
- 1983年 - ウィリー・アイバー、元プロ野球選手
- 1984年 - 水野清仁、ミュージシャン
- 1984年 - 徳重健太、サッカー選手
- 1984年 - ジュリア・マンクーゾ（英語版）、アルペンスキー選手
- 1984年 - スヴェトラーナ・ニコラエワ、フィギュアスケート選手
- 1984年 - ジョセフ・ギルガン、俳優
- 1984年 - マリア・ペレペルキナ、バレーボール選手
- 1984年 - ジウマール・シウバ・サントス、プロサッカー選手
- 1984年 - エリオット・ジョンソン、プロ野球選手
- 1984年 - カメル・ギラス、サッカー選手
- 1984年 - アブドゥレイ・コンコ、元サッカー選手
- 1984年 - 田中桜、元サッカー選手
- 1984年 - プリシラ・アーン、シンガーソングライター
- 1984年 - ギヨーム・ジレ、サッカー選手
- 1984年 - 來河侑希、俳優
- 1984年 - 潤鎮魂歌、総合格闘家
- 1984年 - クレイグ・スタメン、プロ野球選手
- 1985年 - アントン・コワレフスキー、フィギュアスケート選手
- 1985年 - 木村英里、アナウンサー
- 1985年 - ジェシー・リッチ、元プロ野球選手
- 1985年 - 安藤晃司、総合格闘家
- 1985年 - 後藤翔之、競艇選手
- 1985年 - 高橋利幸、騎手
- 1985年 - ザック・アンドリュース、プロバスケットボール選手
- 1985年 - ヘオルギー・ウェルコメ、サッカー選手
- 1985年 - ブライアン・ボコック、元プロ野球選手
- 1985年 - ドミニク・クルーズ、総合格闘家
- 1985年 - パストール・マルドナド、レーシングドライバー
- 1986年 - 間瀬りさ、タレント（元ポケットパレットw.）
- 1986年 - 関憲太郎、サッカー選手
- 1986年 - ブリタニー・スノウ、女優
- 1986年 - 風間みなみ、ラジオパーソナリティ、リポーター、フリーアナウンサー
- 1986年 - リン・ユーチュン、歌手
- 1986年 - ジャナ・ジョルダン、アダルトモデル、ポルノ女優
- 1986年 - スベトラーナ・シュコリナ、陸上競技選手
- 1987年 - 栃煌山雄一郎、元大相撲力士
- 1987年 - バウ・ワウ、ラッパー、俳優
- 1987年 - ルイジ・ブラインス、サッカー選手
- 1987年 - 高杉綾美、AV女優
- 1987年 - ピルミン・シュヴェクラー、プロサッカー選手
- 1987年 - 保科愛里、ローカルタレント
- 1987年 - 神谷美寿々、アナウンサー
- 1987年 - デミアン・ジョンソン、プロバスケットボール選手
- 1987年 - 王思博、ラグビーユニオン選手
- 1987年 - 森野まりな、AV女優
- 1987年 - ダニエル・ハドソン、プロ野球選手
- 1988年 - 尾崎光洋、俳優
- 1988年 - 近裕崇、バレーボール選手
- 1988年 - 優木あおい、AV女優
- 1988年 - 成澤ひなみ、AV女優
- 1989年 - ディアン・トスカーノ、プロ野球選手
- 1989年 - アルチョム・ボロドゥリン、フィギュアスケート選手
- 1989年 - 千葉雄大、ファッションモデル、俳優
- 1989年 - 鈴木奨、お笑いタレント（ジュモンれもん）
- 1989年 - カミロ・バルガス、プロサッカー選手
- 1989年 - 久本真菜、アナウンサー
- 1989年 - テヨン、歌手（少女時代）
- 1990年 - 町田樹、フィギュアスケート選手
- 1990年 - 原嶋あかり、声優
- 1990年 - ニコラス・ヘフラー、プロサッカー選手
- 1990年 - 大戸裕矢、ラグビーユニオン選手
- 1990年 - 植松宗之、ラグビーユニオン選手
- 1990年 - デイリー・ブリント、サッカー選手
- 1990年 - 巴山萌菜、歌手
- 1990年 - アラス・オズビリズ、サッカー選手
- 1991年 - 桝田幸希、女優、タレント
- 1991年 - 澤田龍哉、騎手
- 1991年 - 田尻悠人、囲碁棋士
- 1991年 - 原希美、ハンドボール選手
- 1991年 - エドウィン・ギーマー、サッカー選手
- 1991年 - ドモ・ジェネシス、ラッパー
- 1991年 - トーマス・クルーズ、サッカー選手
- 1991年 - マシュー・ブリッグス、サッカー選手
- 1992年 - 夏乃美菜、グラビアアイドル、タレント
- 1992年 - 麻友美、元グラビアアイドル
- 1992年 - スカポン・ヴォンチェンカム、サッカー選手
- 1992年 - 星乃月、AV女優
- 1992年 - 金鐘必、サッカー選手
- 1992年 - ジョアン・ペドロ、サッカー選手
- 1992年 - ファリド・ハサノフ、歌手
- 1993年 - 伊東純也、サッカー選手
- 1993年 - 岸下恵介、アナウンサー
- 1993年 - 諸岡世奈、元ハンドボール選手
- 1993年 - トム・トリブル、サッカー選手
- 1993年 - 萩原寿哉、ラグビーユニオン選手
- 1993年 - SUGA、歌手（BTS）
- 1993年 - ステファノ・ストゥラーロ、サッカー選手
- 1993年 - ザカリア・ラビアド、サッカー選手
- 1993年 - ジーノ・ファン・ケッセル、サッカー選手
- 1994年 - イザベル・ドレッシャー、フィギュアスケート選手
- 1994年 - ジョルダン・アマヴィ、プロサッカー選手
- 1994年 - ベラ・パップ、フィギュアスケート選手
- 1994年 - 星乃勇太、俳優
- 1994年 - 青木大和、パラアルペンスキー選手、実業家、元政治活動家
- 1995年 - 大沢ひかる、女優、タレント
- 1995年 - 加藤るみ、タレント（元SKE48）
- 1995年 - シエラ・ラミレス、女優
- 1995年 - 原田敬伍、元騎手
- 1995年 - 吉岡雅和、プロサッカー選手
- 1995年 - アンヘル・コレア、サッカー選手
- 1995年 - 加藤桃子、将棋棋士
- 1997年 - ニーヴ・ウィルソン、女優
- 1997年 - 井上黎生人、サッカー選手
- 1997年 - 比奈森のあ、コスプレイヤー、モデル
- 1998年 - 小澤怜史、プロ野球選手
- 1998年 - 吉田翔、俳優
- 1998年 - 山根ことみ、女流棋士
- 1998年 - 與那原大剛、元プロ野球選手
- 1998年 - 川崎健希、元子役
- 1998年 - アンダーソン・エスピノーザ、プロ野球選手
- 1998年 - ケイリン・ホイットニー、陸上競技選手
- 1999年 - イェニー・サーリネン、フィギュアスケート選手
- 1999年 - ピョン・ジヒョン、フィギュアスケート選手
- 1999年 - 増山香補、柔道選手
- 1999年 - 長野風花、サッカー選手
- 1999年 - 咲方響、喜劇女優
- 2000年 - 日下部美愛、ファッションモデル、タレント、アイドル（元Prizmmy☆）
- 2000年 - 三森彩桜、競輪選手
- 2001年 - 岩村華、歌手
- 2001年 - 水谷瞬、プロ野球選手
- 2001年 - チョン・ソミ、アイドル
- 2006年 - 大内誠弥、プロ野球選手
- 生年不詳 - リンリン[13]、アイドル（元BiSH）
- 生年不詳 - 内田智之（Mr.T）、作曲家、ミュージシャン
- 生年不詳 - 紺乃千鶴、声優
- 生年不詳 - 真野拓実、声優、歌手
- 生年不詳 - 加賀やっこ、漫画家
- 生年不詳 - 横山知生、漫画家

### 人物以外（動物など）
- 1996年 - エイシンキャメロン、競走馬
- 2002年 - デアリングハート、競走馬、繁殖牝馬
- 2006年 - トランセンド、競走馬、種牡馬

## 忌日

### 人物

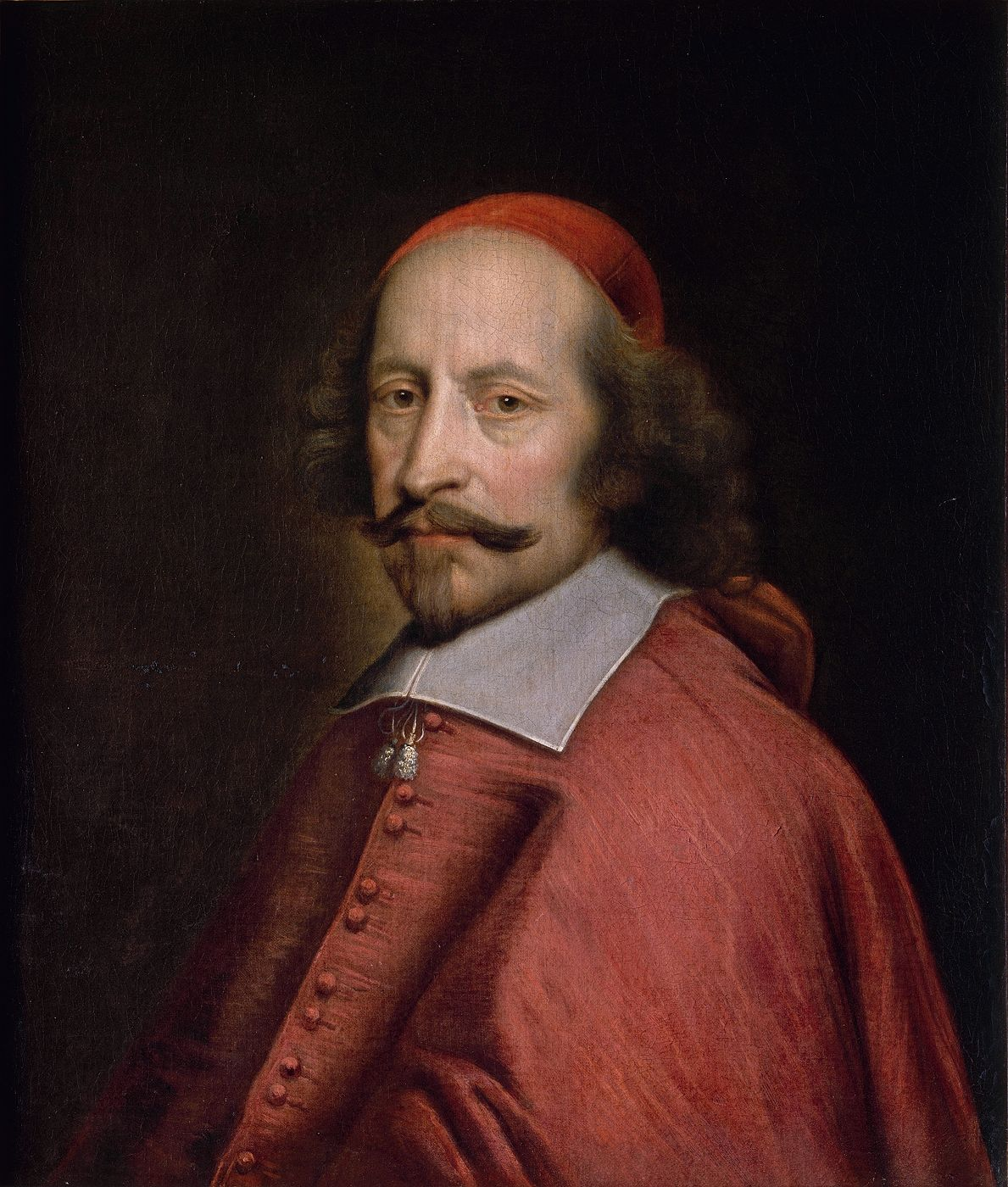
フランスの宰相ジュール・マザラン(1602-1661)没。マザランの死後ルイ14世は親政を宣言した。

- 1649年 - ジェイムズ・ハミルトン、貴族、政治家（* 1606年）
- 1661年 - ジュール・マザラン、フランス宰相（* 1602年）
- 1847年 - メアリー・アニング、古生物学者（* 1799年）
- 1851年 - ハンス・クリスティアン・エルステッド、物理学者、化学者（* 1777年）
- 1854年 - 三条公睦、江戸時代後期の公卿（* 1828年）
- 1857年 - ドミニコ・サヴィオ、カトリック教会の聖人（* 1842年）
- 1857年 - ジェイムズ・ダフ、イギリスの貴族、軍人（* 1776年）
- 1859年 - ルイーゼ・ツー・メクレンブルク、ドイツ・メクレンブルク＝シュヴェリーン大公家の公女（* 1824年）
- 1867年 - ゾフィー・フォン・ザクセン、ドイツのザクセン王ヨハンとその妃でバイエルン王マクシミリアン1世の娘であるアマーリエ・アウグステの間の六女、末娘（* 1845年）
- 1876年 - ルイーズ・コレ、詩人（* 1810年）
- 1877年 - 新田貞善、江戸時代の高家旗本・新田貞時の嫡男（* 1853年）
- 1880年 - ルードルフ・スヘッフェル、植物学者（* 1844年）
- 1881年 - カロリーネ・アマーリエ・ア・アウグステンボー、デンマーク王クリスチャン8世の2度目の王妃（* 1796年）
- 1883年 - アーノルド・トインビー、経済学者（* 1852年）
- 1886年 - ウイリアム・スミス・クラーク（クラーク博士）、札幌農学校初代教頭（* 1826年）
- 1888年 - ヴィルヘルム1世、ドイツ皇帝（* 1797年）
- 1895年 - レーオポルト・フォン・ザッハー＝マゾッホ、小説家（* 1836年）
- 1900年 - 小島鹿之助、新選組の支援者（* 1830年）
- 1904年 - 井上正直、江戸幕府老中、浜松藩主、鶴舞藩主（* 1837年）
- 1905年 - ジョン・ウィルヘルム・ラウントリー、チョコレート・菓子製造業者、宗教活動家、改革者（* 1868年）
- 1907年 - 斯波蕃、武士、華族、男爵（* 1843年）
- 1907年 - トーマス・ハンブリー、商人、園芸家、慈善家（* 1832年）
- 1908年 - ヘンリー・ソービー、地質学者（* 1826年）
- 1913年 - ヘルマン・ツー・ホーエンローエ＝ランゲンブルク、シュタンデスヘル、政治家（* 1832年）
- 1917年 - 宝生九郎知栄、能楽師（* 1837年）
- 1918年 - 納富介次郎、画家、インダストリアルデザイナー（* 1844年）
- 1918年 - フランク・ヴェーデキント、劇作家（* 1864年）
- 1918年 - ジョージ・フォン・レンガーク・マイヤー、実業家、政治家（* 1858年）
- 1924年 - 田中長兵衛、実業家（* 1858年）
- 1925年 - フリードリヒ・ヴィルヘルム・フォン・プロイセン、プロイセンの王族、プロイセン王子（* 1880年）
- 1927年 - 真崎照郷、実業家（* 1851年）
- 1933年 - 奥好義、雅楽師、作曲家（* 1857年）
- 1934年 - 井内恭太郎、官吏（* 1854年）
- 1936年 - 弘世助太郎、実業家（* 1871年）
- 1936年 - スワミ・スリ・ユクテスワ・ギリ、ヒンドゥー教の聖人（* 1855年）
- 1940年 - 20代木村庄之助、元大相撲立行司（* 1876年）
- 1941年 - 田中国重、軍人（* 1870年）
- 1944年 - オットー・フォン・ベロウ、軍人（* 1857年）
- 1944年 - 奥田直恭、華族、軍人（* 1876年）
- 1945年 - 立花家扇遊、落語家（* 1884年）
- 1947年 - 権東鎮、朝鮮の独立運動家、政治家* 1861年）
- 1948年 - 牧野政信、柔道家、政治家（* 1898年）
- 1949年 - フィリッポ・ディ・ボルボーネ＝ドゥエ・シチリエ、ブルボン＝シチリア家の子孫（* 1885年）
- 1949年 - チャールズ・ベネット、陸上競技選手（* 1870年）
- 1950年 - 淵上毛錢、詩人（* 1915年）
- 1952年 - アレクサンドラ・コロンタイ、ボリシェビキ活動家（* 1872年）
- 1952年 - 松田重次郎、マツダ創業者（* 1875年）
- 1953年 - 佐野学、社会主義運動家（* 1892年）
- 1954年 - V・ヴァルフリート・エクマン、海洋物理学者（* 1874年）
- 1954年 - クララ・ヴェストホフ、彫刻家（* 1878年）
- 1956年 - 須藤鐘一、小説家（* 1886年）
- 1956年 - パウル・クレッチマー、言語学者（* 1866年）
- 1958年 - 山田午郎、サッカー選手、指導者（* 1894年）
- 1960年 - ポール・ジャクレー、版画家、浮世絵師（* 1896年）
- 1960年 - オットー・アッカーマン、指揮者（* 1909年）
- 1961年 - 目時重男、騎手（* 1926年）
- 1964年 - パウル・フォン・レットウ＝フォルベック、軍人（* 1870年）
- 1965年 - 彦山光三、ジャーナリスト、相撲評論家（* 1893年）
- 1969年 - 勝俣稔、政治家（* 1891年）
- 1969年 - ヴァルター・クリスタラー、地理学者・都市学者（* 1893年）
- 1970年 - 水野利八、実業家、ミズノ創業者（* 1884年）
- 1971年 - 照錦富治、元力士（* 1911年）
- 1972年 - 広瀬正、SF作家、推理作家（* 1924年）
- 1972年 - 矢崎芳夫、医師、医学者、衛生学者（* 1894年）
- 1974年 - エール・サザランド、生理学者（* 1915年）
- 1975年 - ジョゼフ・ギルモ、陸上競技選手（* 1899年）
- 1975年 - シャーリー・ロス、女優、歌手（* 1913年）
- 1977年 - ニコライ・ドゥドロフ、政治家（* 1906年）
- 1979年 - 成田知巳、政治家（* 1912年）
- 1979年 - 佃實夫、小説家、文献学者（* 1925年）
- 1980年 - ハインツ・リンゲ、ナチス・ドイツ総統アドルフ・ヒトラーの従者（* 1913年）
- 1980年 - オルガ・チェホーワ、女優（* 1897年）
- 1980年 - 大屋晋三、政治家、実業家（* 1894年）
- 1981年 - マックス・デルブリュック、生物物理学者（* 1906年）
- 1981年 - 王小亭、カメラマン・映画撮影技師（* 1900年）
- 1983年 - ウルフ・スファンテ・フォン・オイラー、生理学者、薬理学者（* 1905年）
- 1983年 - 張学銘、軍人、政治家（* 1908年）
- 1983年 - 五味智英、文学者（上代文学）、万葉集の権威（* 1908年）
- 1984年 - 伊藤公平、歌人・随筆家・小説家・作詞家（* 1901年）
- 1984年 - イモージェン・ホルスト、作曲家（* 1907年）
- 1984年 - クリスティアン・ヨハンソン、スキージャンプ選手（* 1907年）
- 1984年 - 金一、政治家（* 1910年）
- 1984年 - 柴田健治、政治家（* 1916年）
- 1986年 - 小野清一郎、法学者（* 1891年）
- 1987年 - 田辺振太郎、科学思想家（* 1907年）
- 1987年 - 浅井真男、ドイツ文学者、早稲田大学名誉教授（* 1905年）
- 1988年 - 原田栄一、政治家、留萌市長（* 1911年）
- 1988年 - 富塚清、機械工学者（* 1893年）
- 1988年 - クルト・ゲオルク・キージンガー、政治家、ドイツ連邦首相（* 1904年）
- 1989年 - ロバート・メイプルソープ、写真家（* 1946年）
- 1989年 - イルダ・ストリク、陸上競技選手（* 1910年）
- 1989年 - カーミット・ビーハン、軍人（* 1918年）
- 1991年 - 池内友次郎、作曲家（* 1906年）
- 1991年 - 浅川純直、政治家、角田市長（* 1909年）
- 1992年 - メナヘム・ベギン、政治家、第6代イスラエル首相（* 1913年）
- 1993年 - エドウィン・バスケス、射撃選手（* 1922年）
- 1993年 - マックス・ツォルン、数学者（* 1906年）
- 1993年 - フレヤ・スターク、探検家、旅行作家、東洋学者（* 1893年）
- 1994年 - チャールズ・ブコウスキー、作家（* 1920年）
- 1994年 - フェルナンド・レイ、俳優（* 1917年）
- 1995年 - エドワード・バーネイズ、広報活動とプロパガンダの専門家（* 1891年）
- 1996年 - リチャード・M・パワーズ、SFイラストレーター（* 1921年）
- 1996年 - ジョージ・バーンズ、俳優、コメディアン（* 1896年）
- 1997年 - ノトーリアス・B.I.G.、ラッパー（* 1972年）
- 1997年 - ジャン＝ドミニック・ボービー、雑誌編集者（* 1952年）
- 1998年 - 大原栄一、実業家（* 1912年）
- 1998年 - デビッド・マクアダム、物理学者、色彩科学者（* 1910年）
- 1999年 - 朱里みさを、舞踊家、振付家（* 1924年）
- 2000年 - 佐々木良作、政治家（* 1915年）
- 2000年 - ジーン・クルサード、作曲家、音楽学者* 1908年）
- 2000年 - 平井新、社会思想史学者（* 1899年）
- 2001年 - 住野利男[14]、オートバックスセブン創業者（* 1920年）
- 2001年 - 賀川光夫、考古学者（* 1923年）
- 2001年 - ヴィンセント・アロ、ニューヨークマフィア、ジェノヴェーゼ一家幹部（* 1904年）
- 2003年 - 松本元、脳科学者（* 1940年）
- 2003年 - 矢頭高雄、プロ野球選手（* 1934年）
- 2003年 - スタン・ブラッケージ、映画監督（* 1933年）
- 2004年 - 露原千草、女優（* 1918年）
- 2004年 - 前川貞次郎、歴史学者（* 1911年）
- 2004年 - ジョン・メイヤー、作曲家（* 1930年）
- 2005年 - 4代目桂文紅、落語家（* 1932年）
- 2005年 - 久世隆一郎、スバルテクニカインターナショナル（STI）の初代社長（* 1930年）
- 2005年 - ウィリアム・マレー、フィンクション書籍編集者、小説家（* 1926年）
- 2006年 - 山中智恵子、歌人（* 1925年）
- 2006年 - 米山俊直、文化人類学者（* 1930年）
- 2006年 - 西村睦男、地理学者（* 1915年）
- 2006年 - ジョン・プロヒューモ、政治家（* 1915年）
- 2006年 - ゲイル・イヴァルセイ、オペラ・ソフトウェア（Opera Software ASA）の共同創設者（* 1957年）
- 2006年 - エリック・エルムセーター、陸上競技選手（* 1919年）
- 2006年 - ハリー・サイドラー、建築家（* 1923年）
- 2007年 - ブラッド・デルプ、ミュージシャン（ボストン）（* 1951年）
- 2007年 - 小松原俊一、実業家（* 1918年）
- 2007年 - トム・モルドヴェイ、ゲームデザイナー（* 1949年）
- 2007年 - 松村憲、競輪選手（* 1927年）
- 2007年 - 田中一生、言語・文学研究者、翻訳家（* 1935年）
- 2008年 - 上田現、シンガーソングライター、作曲家、音楽プロデューサー（* 1961年）
- 2009年 - 大橋孝至、マツダスピード専務取締役、レース監督（* 1941年）
- 2009年 - 石田晴久、計算機科学者（* 1936年）
- 2010年 - 和光信也、物理学者（* 1938年）
- 2010年 - ライオネル・コックス、元自転車競技（トラックレース）選手（* 1930年）
- 2011年 - 服部安司、政治家（* 1915年）
- 2011年 - 松田暎子、女優（* 1952年）
- 2011年 - インゲ・セーレンセン、競泳選手（* 1924年）
- 2013年 - 石坂まさを、作詞家、作曲家（* 1941年）
- 2013年 - 笠井昌昭、歴史学者（* 1934年）
- 2014年 - チープ広石、ミュージシャン（サックスプレーヤー）（* 1961年）
- 2014年 - 尾崎行信、元最高裁判所裁判官、弁護士（* 1929年）
- 2014年 - メルバ・エルナンデス、政治家（* 1921年）
- 2014年 - ウィリアム・クレイ・フォード、実業家、元フォード・モーター副会長、デトロイト・ライオンズオーナー（* 1925年）
- 2014年 - ムハンマド・ファヒーム、政治家、軍人（* 1957年）
- 2015年 - アレクシス・バスティーヌ、ボクサー（* 1986年）
- 2015年 - カミーユ・ムファ、競泳選手（* 1989年）
- 2015年 - フライ・オットー、建築家、構造家（* 1925年）
- 2015年 - 小林一也、教育学者（* 1928年）
- 2016年 - 大内啓伍、政治家（* 1930年）
- 2016年 - 吉田勝豊、元プロ野球選手（* 1935年）
- 2017年 - 松本亮、詩人、舞踊評論家、翻訳家（* 1927年）
- 2017年 - 春日富士晃大、元大相撲力士（* 1966年）
- 2018年 - 佐藤巧、工学者（* 1922年）
- 2018年 - オスカー・グレーニング、武装親衛隊元隊員（* 1921年）
- 2019年 - 山田直稔、実業家、オリンピックおじさん（* 1926年）
- 2020年 - 今井清一、歴史学者、政治学者、横浜市立大学名誉教授（* 1924年）
- 2020年 - 誉田龍一、小説家（* 1963年）
- 2020年 - 日高てる[15]、詩人（* 1920年）
- 2020年 - 眞帆志ぶき、女優、元宝塚歌劇団雪組主演男役（* 1933年）
- 2021年 - 秋庭雅夫、経営工学者、東京工業大学名誉教授（* 1929年）
- 2021年 - 藤田潔、実業家、ビデオプロモーション創業者（* 1929年）
- 2021年 - ウォルター・ラフィーバー、歴史学者（* 1933年）
- 2021年 - ジェームズ・レヴァイン、指揮者、ピアニスト（* 1943年）
- 2021年 - 村上秀一、ドラム奏者（* 1951年）
- 2022年 - 山本勝一、観世流能楽師（* 1928年）
- 2022年 - 豊島久真男、医学者、東京大学名誉教授、大阪大学名誉教授（* 1930年）
- 2022年 - バートン・L・マック、聖書学者（* 1931年）
- 2022年 - ジャスティス・クリストファー、サッカー選手（* 1981年）
- 2023年 - 橋爪四郎、元競泳選手、ヘルシンキ五輪競泳男子1500m自由形銀メダリスト（* 1928年）
- 2023年 - 菅野昭正、フランス文学者、文芸評論家、東京大学名誉教授（* 1930年）
- 2023年 - 柏木薫、小説家、作家（* 1930年）
- 2023年 - 扇千景、女優、政治家（* 1933年）
- 2023年 - ロバート・ブレイク、俳優（* 1933年）
- 2023年 - セバスチャン・ロバーツ、英陸軍軍人（* 1954年）
- 2023年 - 菅原初代、フードファイター（* 1963年）
- 2024年 - 五代目林家小染、落語家（* 1963年）
- 2025年 - 中山彰規、体操競技選手（* 1943年）

### 人物以外（動物など）
- 2008年 - サンアディユ、競走馬（* 2002年）

## 記念日・年中行事

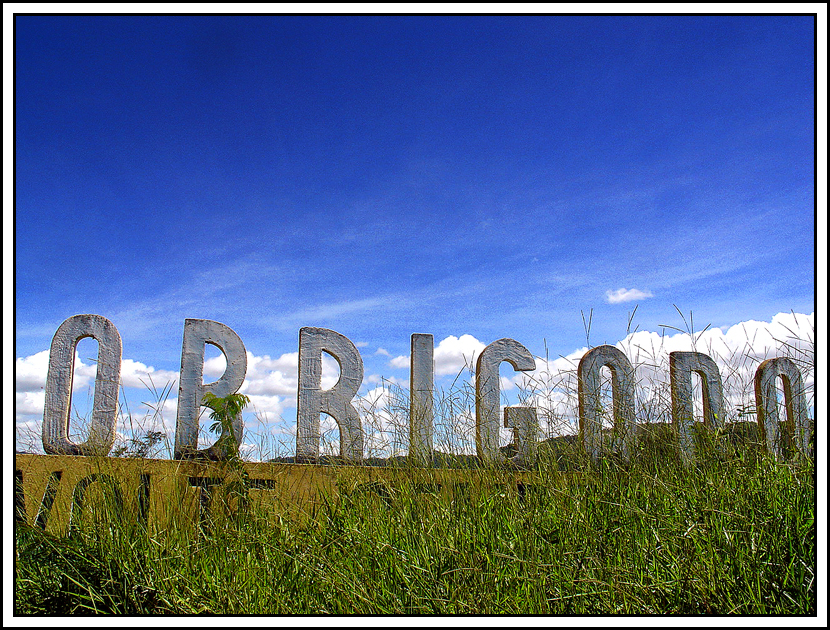
ありがとうの日。画像はブラジルで撮影されたポルトガル語Obrigado（ありがとう）看板

- ブリス男爵（英語版）記念日（ ベリーズ）
イギリス領ホンジュラス（現在のベリーズ）に200万ドルの遺産を寄贈したイギリス人・ヘンリー・ブリス男爵の1926年の忌日。
- 教師の日（ レバノン）
3月3日から3月9日にかけて実施される。
- バービーの誕生日（ アメリカ合衆国）
1959年3月9日に、ニューヨークで開催された国際おもちゃフェアでマテル社がバービー人形を発表した。
- 記念切手記念日（ 日本）
1894年のこの日に、日本初の記念切手（明治天皇成婚25周年記念）が発行されたことに因む。
- 試薬の日（ 日本）
日本試薬協会が日本で初めて「試薬」という言葉を使った幕末の蘭学者・宇田川榕菴の誕生日にちなんで制定。
- 脈の日（ 日本）
日本脳卒中協会が「みゃ(3)く(9)」の語呂合わせで制定。
- 雑穀の日（ 日本）
日本雑穀協会が「ざっ(3)こく(9)」の語呂合わせで制定。
- 酢酸の日（ 日本）
ミツカングループ本社が「さ(3)く(9)さん」の語呂合わせで制定。
- ありがとうの日（ 日本）
「サン(3)キュー(9)」(thank you)の語呂合わせ。
- さけるチーズの日（ 日本）
雪印メグミルクがチーズを裂く動作から「さ(3)く(9)」の語呂合わせで制定。